# Ugthorpe
Ugthorpe är en ort och civil parish i Storbritannien.   Den ligger i grevskapet North Yorkshire och riksdelen England, i den centrala delen av landet, 300 km norr om huvudstaden London. Ugthorpe ligger 190 meter över havet och antalet invånare är 225.
Terrängen runt Ugthorpe är platt åt nordväst, men åt sydost är den kuperad. Runt Ugthorpe är det ganska tätbefolkat, med 129 invånare per kvadratkilometer. Närmaste större samhälle är Guisborough, 18,8 km väster om Ugthorpe. Trakten runt Ugthorpe består i huvudsak av gräsmarker.